# جاناتان کریستین سیلوا
جاناتان کریستین سیلوا (اسپانیایی: Jonathan Cristian Silva‎؛ زادهٔ ۲۹ ژوئن ۱۹۹۴) بازیکن فوتبال اهل آرژانتین است که برای لگانس در پست دفاع چپ بازی می‌کند.
وی همچنین در تیم ملی فوتبال آرژانتین بازی کرده‌است.